# 西武狭山ステーションビル

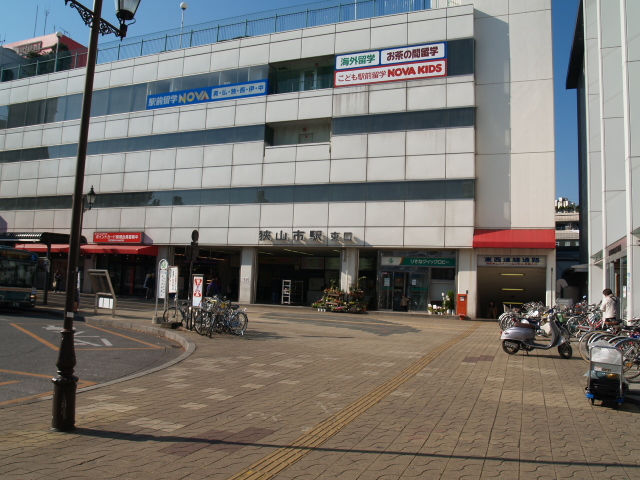
西武狭山ステーションビル（2005年12月当時）

西武狭山ステーションビル（せいぶさやまステーションビル）は、かつて埼玉県狭山市狭山市駅東口にあり、西武プロパティーズが経営していた駅ビルである。

## 概要
1979年3月25日、入間川駅の駅舎改装及び狭山市駅への駅名改称に合わせ、同年4月27日にオープンした。29年間地元住民などに買物の足として親しまれてきたが、老朽化に伴う同駅の駅舎建て替え（橋上駅舎化）及び駅前再開発に伴い、2008年3月20日をもって閉店した。閉店後もビルの1F右側に西口への地下連絡通路の入口があったが、駅舎建て替え工事の駅施設部分が完了した2010年3月25日をもって閉鎖された。
かつて、「西武○○（○○には駅名が入る）ステーションビル」という名称のステーションビルは西武線沿線に3店舗あったが、このビルの閉店により、武蔵関駅構内の西武武蔵関ステーションビル1店舗のみとなった（Emioブランド統一による「Emio武蔵関」化のため2015年9月29日をもって発展的閉店）。

## フロア案内
- 地下1階：「食鮮市」（生鮮食料品売場）
- 1階：専門店街（町田園 狭山ステーションビル店〈狭山茶〉・文明堂 西武狭山ステーションビル店・東京凮月堂 狭山市駅ビル店・亀屋 ステーションビル狭山店・とんかつ和幸・ヴィ・ド・フランス 狭山店〈パンと喫茶〉・なか卯・ドラッグストア）・狭山市駅東口出入口・西武園芸・埼玉りそな銀行ATM・狭山市役所市民サービスコーナー
- 2階：婦人服・呉服・手芸・雑貨
- 3階：書原 狭山店（書籍）・バンダレコード(CD)・携帯電話・メガネ・美容室
- 4階：英会話 NOVA（2007年9月閉校）・キャンドゥ（100円ショップ）・西洋館 狭山店（マッサージ）
- 5階・屋上：事務所(5階)・スカイプラザ（屋上ビアガーデン、木製ジャングルジム他遊具など。1990年営業終了。以後閉店まで関係者以外立ち入り禁止となっていたが、毎年11月3日開催の入間航空祭の時には臨時開放された。）

### バリアフリー施設
- エスカレーター：両方向運転
- エレベーター：1基のみ。1F乗り場は駅改札横の埼玉りそな銀行ATM裏。

## 現在
2008年11月から旧建物の解体工事が開始された。閉店後も営業を続けていた西武園芸狭山ステーションビル店は同年末をもって営業終了し、狭山市役所市民サービスコーナーも2009年1月5日の業務を最後に狭山市立中央公民館内に一時移転した。狭山市駅東口出入口と埼玉りそな銀行ATMは解体完了まで引き続き営業していた。
建て替え工事中の2009年3月5日13時50分頃、5階建設現場にてガスバーナーの火花引火による火災が発生した。消防署が出動し消火活動を行った結果、15時25分頃鎮火した。この火災による死者・負傷者はなかった。
2010年3月26日に新駅舎の駅施設部分が供用開始し、コンビニエンスストアの「TOMONY」が、翌2011年6月8日にEmio狭山市がオープンした。